# Craig Oppel
Richard Craig (Craig) Oppel (Keflavík, 10 augustus 1967) is een Amerikaans zwemmer.

## Biografie
Oppel behaalde zijn grootste succes tijdens de Pan-Pacifische kampioenschappen zwemmen 1987 met het winnen van de 200 meter vrije slag en de beiden vrije slagestafettes.
Oppel won tijdens de Olympische Zomerspelen 1988  goud op de 4x200m vrije slag, Oppel zwom alleen in de series.

## Internationale toernooien
| Jaar | Olympische Spelen                              | Wereldkampioenschappen                                               | Pan pac                                                                   |
| ---- | ---------------------------------------------- | -------------------------------------------------------------------- | ------------------------------------------------------------------------- |
| 1985 |                                                |                                                                      | 4x200m vrije slag                                                         |
| 1986 |                                                | 17e 200m vrije slag · 4x100m wisselslag · Oppel zwom enkel de series |                                                                           |
| 1987 |                                                |                                                                      | 100m vrije slag · 200m vrije slag · 4x100m vrije slag · 4x200m vrije slag |
| 1988 | 4x200m vrije slag · Oppel zwom enkel de series |                                                                      |                                                                           |